# Sonic the Hedgehog 4
Sonic the Hedgehog 4 (kodnamn Project Needlemouse) är ett tvådimensionellt plattformsspel i Sonic-serien, som finns för Xbox Live Arcade, Playstation Network, WiiWare och iOS. Spelet lånar mycket från tidigare Sonic-spel som släpptes på Sega Mega Drive, såsom banefiender, slutbossar och annat, men använder sig även av element från senare Sonic-spel, såsom den målsökande hoppattacken. Spelet är uppdelat i flera episoder.

## Spelhistoria
Enligt spelets hemsida tar spelet plats efter Sonic the Hedgehog 3, där Sonic besegrar Dr. Eggman på hans rymdstation Death Egg. Eggman har bestämt sig att en gång för alla förgöra sin fiende genom att använda sig av sina bästa av maskiner (som användes till bossfiender i föregående Sonic-spel).

## Episode One
Sonic the Hedgehog 4: Episode One är den första episoden av spelet Sonic the Hedgehog 4. Den släpptes tidigast till iOS 7 oktober 2010.
Episoden består av 5 zoner, som består av 3 akter var (förutom E.G.G Station Zone som agerar som ett bossreturmöte och den slutgiltiga bossfienden för den här episoden). Det finns även 7 bonusbanor, där spelaren navigerar en labyrint genom att rotera den för att likt föregående Sonic-spel samla på sig en chaos emerald ("kaossmaragd").
- Splash Hill Zone
- Casino Street Zone
- Lost Labyrinth Zone
- Mad Gear Zone
- E.G.G. Station Zone

### Partner.NET-skandalen
I februari 2010 läcktes en tidig version av Episode One ut på internet. Det är okänt vem som läckte spelet, men man vet att personen fick det igenom Microsofts Partner.NET program, där utvecklare kan lägga upp tidiga betaversioner av sina spel för både utvecklare och press.
Många fans såg detaljer i videor på läckan som lades ut på internet och klagade, och Sega bestämde sig senare för att försena spelet till hösten 2010 för att förbättra spelet.